# Puriana krutaki
Puriana krutaki är en kräftdjursart som beskrevs av Kontrovitz 1976. Puriana krutaki ingår i släktet Puriana och familjen Trachyleberididae. Inga underarter finns listade i Catalogue of Life.